# Poecilarctia venata
Poecilarctia venata är en fjärilsart som beskrevs av Aurivillius 1921. Poecilarctia venata ingår i släktet Poecilarctia och familjen björnspinnare. Inga underarter finns listade i Catalogue of Life.